# ديفون جيرهارت
ديفون جيرهارت (بالإنجليزية: Devon Gearhart)‏ هو ممثل أمريكي، ولد في 5 مايو 1995 بأتلانتا في الولايات المتحدة.

## أعمال

### أفلام
- (2007) ألعاب مضحكة[2]
- (2008) استبدال[3][4]

### مسلسلات
- ويدز

## وصلات خارجية
- ديفون جيرهارت على موقع IMDb (الإنجليزية)
- ديفون جيرهارت على موقع ألو سيني (الفرنسية)
- ديفون جيرهارت على موقع أول موفي (الإنجليزية)
- ديفون جيرهارت على موقع قاعدة بيانات الأفلام السويدية (السويدية)
- ديفون جيرهارت على موقع قاعدة بيانات الفيلم (الإنجليزية)
- ديفون جيرهارت على موقع كينوبويسك (الروسية)